# Сантьяго Хіменес
Сантьяго Томас Хіменес (ісп. Santiago Tomás Giménez; 18 квітня 2001) — мексиканський футболіст, нападник італійського клубу «Мілан» та збірної Мексики.

## Клубна кар'єра
Уродженець Буенос-Айреса, Аргентина, Хіменес розпочав футбольну кар'єру в молодіжній команді мексиканського клубу «Крус Асуль» у віці 11 років. В основному складі дебютував 2 серпня 2017 в матчі Кубка Мексики проти УАНЛ Тигрес. 28 серпня 2019 року дебютував у Лізі MX (вищому дивізіоні чемпіонату Мексики) проти «Тіхуани». 2 лютого 2020 року забив свій перший гол за клуб у матчі проти «Толуки». У липні 2020 продовжив контракт з клубом до 2023.
29 липня 2022 перейшов у нідерландський «Феєнорд», підписавши з клубом чотирирічний контракт.

## Кар'єра у збірній
28 жовтня 2021 дебютував за збірну Мексики в товариському матчі проти збірної Еквадору. 8 грудня забив свій перший гол за збірну Мексики в товариському матчі проти Чилі, який завершився внічию 2:2. У жовтні 2022 року Гіменес був включений до попереднього складу збірної Мексики з 31 особи на чемпіонат світу, але не потрапив до фінальних 26-ти.

## Особисте життя
Сантьяго — син Крістіана Хіменеса, який раніше також грав за «Крус Асуль».
Його дід по батькові за походженням з Парагваю, а по матері він має італійське та українське походження.
У матчі 36-го туру Серії А між «Міланом» та «Болоньєю» форвард «россонері» Сантьяго Хіменес вийшов на поле у футболці з прізвищем «Золотарчук» — дівочим прізвищем своєї матері. Це стало частиною ініціативи клубу до Дня матері, коли гравці одягли футболки з прізвищами своїх матерів. У цьому матчі Сантьяго оформив дубль, допомігши «Мілану» здобути перемогу з рахунком 3:1.

## Досягнення
«Феєнорд»
- Чемпіон Нідерландів: 2022–23[14]
- Володар Кубка Нідерландів: 2023–24[15]
- Володар Суперкубка Нідерландів: 2024[16]

Збірна Мексики
- Володар Золотого кубка КОНКАКАФ: 2023, 2025